# Лук короткостебельный
Лук короткостебельный (лат. Allium brachyscapum) — многолетнее травянистое растение, вид рода Лук (Allium) семейства Луковые (Alliaceae).

## Распространение и экология
В природе ареал вида охватывает горные районы Туркменистана. Эндемик.
Произрастает на щебнистых склонах.

## Ботаническое описание
Луковица шаровидная, диаметром 1,5—2 см; наружные оболочки серые, бумагообразные. Стебель коренастый, высотой около 10 см, до половины или почти до зонтика погружён в землю.
Листья в числе одного—двух, шириной 1—2 см, линейно-ланцетные или узколанцетные, по краю шероховатые, значительно длиннее зонтика.
Чехол почти в два раза короче зонтика. Зонтик полушаровидный, многоцветковый, густой. Цветоножки в два—пять раз длиннее околоцветника, почти равные, при основании без прицветников. Листочки звёздчатого околоцветника розово-фиолетовые, с более тёмной или зеленоватой жилкой, ланцетные, длиной 5—6 мм, наружные островатые, внутренние тупые, позднее вниз отогнутые, скрученные. Нити тычинок немного или почти в полтора раза длиннее листочков околоцветника, сросшиеся, выше между собой свободные, линейно-шиловидные, внутренние немного шире. Завязь на короткой ножке, шероховатая.

## Таксономия
Вид Лук короткостебельный входит в род Лук (Allium) семейства Луковые (Alliaceae) порядка Спаржецветные (Asparagales).
|  |                                      |  |                                                             |                                                             |                   |  | ещё 24 семейства (согласно Системе APG II) | ещё 24 семейства (согласно Системе APG II) |                           |  |  |  | ещё более 870 видов |
|  |                                      |  |                                                             |                                                             |                   |  | ещё 24 семейства (согласно Системе APG II) | ещё 24 семейства (согласно Системе APG II) |                           |  |  |  | ещё более 870 видов |
|  |                                      |  |                                                             | порядок Спаржецветные                                       |                   |  |                                            |                                            | род Лук                   |  |  |  |                     |
|  |                                      |  |                                                             | порядок Спаржецветные                                       |                   |  |                                            |                                            | род Лук                   |  |  |  |                     |
|  | отдел Цветковые, или Покрытосеменные |  |                                                             |                                                             | семейство Луковые |  |                                            |                                            | вид Лук короткостебельный |  |  |  |                     |
|  | отдел Цветковые, или Покрытосеменные |  |                                                             |                                                             | семейство Луковые |  |                                            |                                            |                           |  |  |  |                     |
|  |                                      |  | ещё 44 порядка цветковых растений (согласно Системе APG II) | ещё 44 порядка цветковых растений (согласно Системе APG II) |                   |  |                                            | ещё около 300 родов                        | ещё около 300 родов       |  |  |  |                     |
|  |                                      |  |                                                             | ещё 44 порядка цветковых растений (согласно Системе APG II) |                   |  |                                            |                                            | ещё около 300 родов       |  |  |  |                     |